# Ramon de Santcliment
Ramon de Santcliment és el nom de diversos ciutadans honrats del llinatge dels Santclimen. Dels tres Ramon documentats en sabem ben poques coses, per la qual cosa resulta difícil distingir-los. El primer Ramon (I) fou el fill de Pere (I) i Maria, que hauria nascut entre 1278 i 1303; el segon, Ramon (II), seria fill de Bernat (II) i Serena i hauria viscut a mitjan segle XIV; finalment, Ramon (III) segurament fou fill de Bernat (IV) i hauria mort abans de 1389. O bé el segon o bé el tercer Ramon, o potser tots dos en moments diferents, segurament foren conseller de Barcelona el 1353, el 1361, el 1364 i el 1367.